# فرناندو آرابال

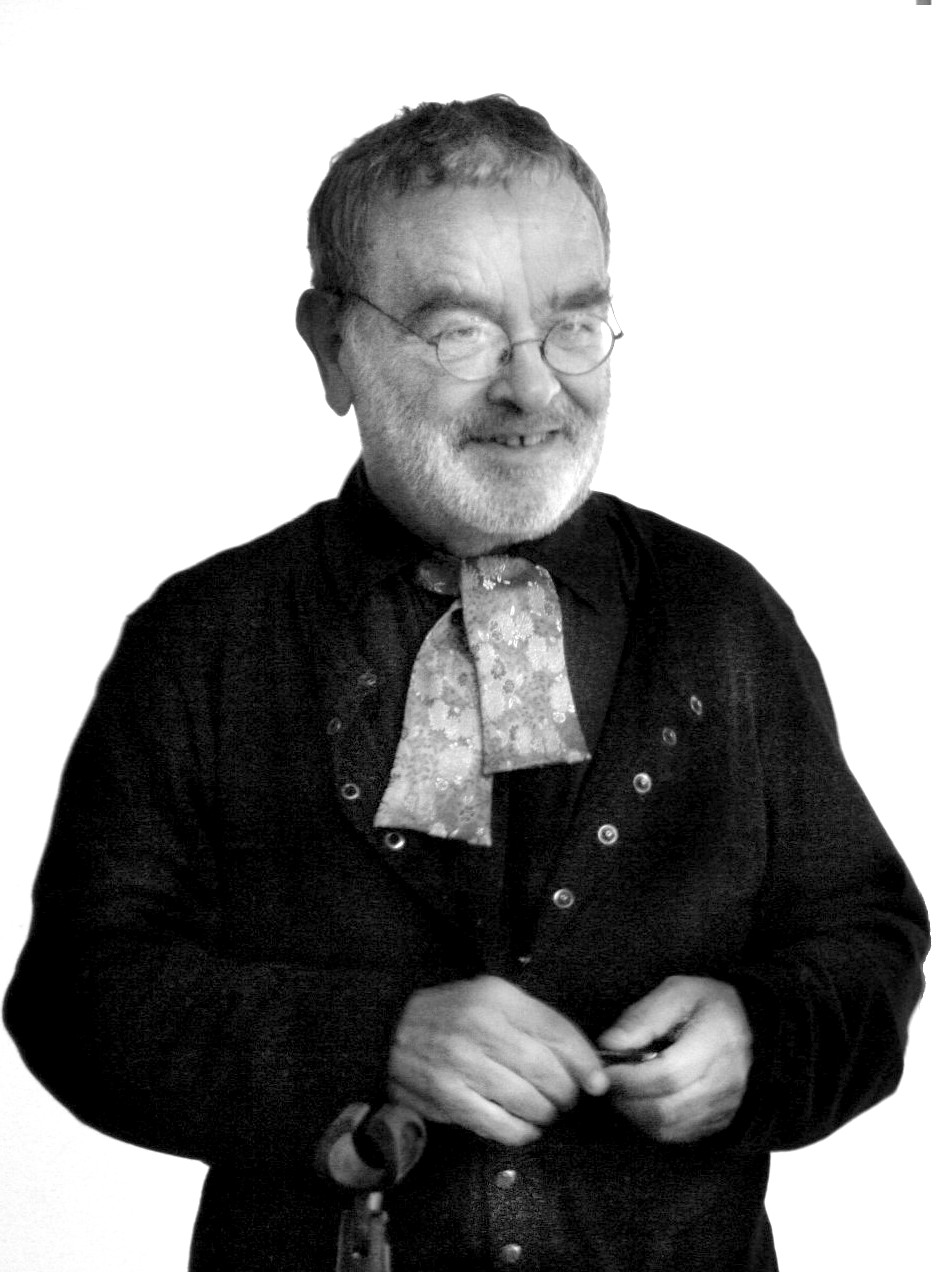

فرناندو آرابال تران (به اسپانیایی: Fernando Arrabal Terán) (زاده ۱۹۳۲) نمایشنامه‌نویس، فیلمنامه‌نویس، کارگردان تئاتر و سینما، شاعر، پژوهشگر، نقاش و هنرمند اسپانیایی است.
آرابال به سال ۱۹۳۲ در اسپانیا متولد شد؛ و بعد از تحصیل در رشته حقوق اسپانیا را ترک نمود و تا امروز در کنار همسر و فرزندانش در فرانسه زندگی می‌کند.
فرناندو آرابال مهم‌ترین و تنها بازمانده نسل نویسندگان تئاتر آوانگارد دنیا می‌باشد. همچنین یکی از مهم‌ترین بنیان‌گذاران تئاتر شقاوت در دنیا نیز به حساب می‌آید.

## کتابشناسی
- پیک نیک در میدان جنگ
- دو جلاد
- دزد دوچرخه
- همه عطرهای عربستان
- گوئرنیکا
- کنسرت در داخل یک تخم مرغ
- بعل بابل
- گورستان ماشین‌ها (۱۹۵۶)
- بوستان شادی‌ها (۱۹۶۹)
- مخمصه (۱۹۶۱)
- معمار و پادشاه آشور (۱۹۶۷)
- و آن‌ها به گل دست‌بند زدند (۱۹۶۹)

دو نمایشنامهٔ مهم آرابال را احمد کامیابی مسک به پارسی برگردانده: جنگ هزار ساله و معمار و پادشاه آشور. اما جنگ هزار ساله در انتظار مجوز وزارت فرهنگ و ارشاد است. خشایار مصطفوی در سال ۱۳۹۴ کتابی در بررسی محتوی و فرم آثار آرابال به نام «سکس، آنارشیست و شقاوت در تئاتر پانیک آقای آرابال» منتشر کرده‌است. در سال ۱۳۹۷ نشر فردا کتابی با عنوان «دو جلاد، مناجات، گرونیکا» ترجمه آزاد ماتیان و حمید دستجردی را منتشر ساخت که در آن سه نمایشنامه از این نویسنده موجود است.